# Zhang Wei (director)
En una onomàstica xinesa Zhang es el cognom i Wei el prenom.
Zhang Wei (xinès simplificat: 张唯) (Hengyang 1965 -) és un guionista, productor i director de cinema xinès.

## Biografia
Zhang Wei va néixer l'any 1965 a la ciutat de Hengyang, província de Hunan a la Xina. Inicialment es va dedicar als negocis i a l'emprenedoria en el sector de l'industria electrònica, però el 2066 va estudiar successivament a l'Acadèmia Nacional de les Arts de la Xina, especialitzant-se en Estudis Cinematogràfics i Cultura Artística, al Departament de Direcció de l'Acadèmia de Cinema de Pequín i al Departament de Formació Avançada en Literatura.

#### Trajectòria cinematogràfica
L'any 2010 va dirigir la seva primera pel·lícula "Beijing Dream", que explica la història d'un jove africà que vol quedar-se a Pequín per desenvolupar la seva carrera.
El 2014, va escriure i dirigir el llargmetratge 打工老板 "Factory Boss", protagonitzat conjuntament per Yao Anlian i Tang Yan. La pel·lícula es basa en la història d'un emprenedor privat a Shenzhen; reflecteix els reptes als quals s'enfronten els empresaris privats xinesos contemporanis. La pel·lícula va guanyar el premi al millor guió original al 37è Festival Internacional de Cinema d'Iran Dawn, va ser finalista al Festival Internacional de Cinema de Montreal, on Yao Anlian va rebre el premi al millor actor.
El 2018 va dirigir una de les seves pel·lícules més controvertides i censurades, 肋骨 (The Rib). Dins la temàtica queer, el film de Zhang és el primer llargmetratge a investigar la transfòbia a la societat xinesa contemporània. Explica com la dona trans Huang Yi es confessa com a homosexual davant el seu company de pis i el seu devot pare catòlic, la firma del qual necessita per autoritzar la seva cirurgia transgènere. Mentrestant, el seu desafiant i ja operat amic, Liu Mann, ens recorda que els desafiaments més grans es troben al cor, i no al cos. La pel·lícula es va presentar al Tallinn Black Nights Film Festival 2018 i va guanyar el Premi Kim Jiseok del Festival Internacional de Cinema de Busan de l'any 2018. Segons la revista Variety el director va acceptar que fos censurada abans d’anar al Festival de Busan i ho va justificar amb aquestes declaracions a la revista: "Totes les representacions LGBT de la meva pel·lícula són exactes i (els censors de la Xina a) el China Film Bureau no va tenir cap problema a aprovar la pel·lícula. Però el China Film Bureau va exigir que també fos aprovat per l'església. L'església em va obligar a retallar 40 minuts de continguts de ritus i activitats religioses"
The Rib va ser una de les pel·lícules programades per Casa Àsia i Betevé en el Cicle "Orient Express" de l'any 2023.
Tot i que amb temàtiques diferents,totes les pel·lícules de Zhang comparteixen una profunda preocupació humanista per la difícil situació d'individus desafavorits o aïllats que es troben cada cop més marginats o deixats enrere en la precipitació de la Xina cap a la modernització social i econòmica. Juntament amb el seu talent com a guionista i director, aquesta consciència social han convertit a Zhang Wei en un dels principals professionals independents del drama cinematogràfic social-realista que treballa avui a la Xina.
El 2020 va rodar The Empty Nest, que va protagonitzar una de les actrius més famoses dels anys 60, Zhu Xijuan que als 82 anys va assolir un gran èxit.

## Filmografia

#### Director o productor
| Any  | Títol xinès                       | Títol anglès          | Notes                      |
| ---- | --------------------------------- | --------------------- | -------------------------- |
| 2009 |                                   | Fish Eyes             |                            |
| 2010 |                                   | Beijing Dream         |                            |
| 2011 | 一个人的皮影戏                    | One Man's Shadow Play |                            |
| 2014 | 打工老板                          | Factory Boss          |                            |
| 2016 | 喜禾                              | Destiny               |                            |
| 2016 | 代号                              | Code Name             | Dirigida per Hai Fei       |
| 2017 | 天籁梦想                          | Ballad From Tibet     |                            |
| 2018 | 照相师                            | The Photographer      |                            |
| 2018 | 肋骨                              | The Rib               |                            |
| 2019 |                                   | Géminis               | Dirigida per Ang Lee       |
| 2020 | 又见奈良                          | Seeing Nara Again     | Dirigida per Song Peng Fei |
| 2020 | 楼下女友请签收                    | Girlfriend            | Dirigida per Yan Ming      |
| 2020 | 空·巢                             | The Empty Nest        |                            |
| 2021 | Zhizun xian sheng zhi Jin chan gu | Mr. Zombie            |                            |
| 2021 | 生死救赎                          | Redemption with Life  |                            |
| 2022 | 我不是学霸                        |                       |                            |